# Anticyathus septentrionalis
Anticyathus septentrionalis is een rondwormensoort uit de familie van de Linhomoeidae. De wetenschappelijke naam van de soort is voor het eerst geldig gepubliceerd in 1914 door Cobb.